# Евдаково (станция)
Евдаково — железнодорожная станция участка Лиски — Лихая Ростовского хода Юго-Восточной железной дороги. Располагается в посёлке Каменка Воронежской области.
Имеется здание железнодорожного вокзала. На платформы и через железнодорожные пути организован надземный переход.

## История
Станция была открыта в 1871 году. Поскольку на момент открытия уже существовала другая станция с названием Каменка, то было принято решение назвать станцию по ближайшему к Каменке селу Евдакову.

## Дальнее следование по станции
| Круглогодичное обращение поездов | Круглогодичное обращение поездов | Круглогодичное обращение поездов | Круглогодичное обращение поездов |
| № поезда                         | Маршрут движения                 | № поезда                         | Маршрут движения                 |
| -------------------------------- | -------------------------------- | -------------------------------- | -------------------------------- |
| 33 «Осетия»                      | Владикавказ — Москва             | 34 «Осетия»                      | Москва — Владикавказ             |
| 49                               | Кисловодск — Санкт-Петербург     | 50                               | Санкт-Петербург — Кисловодск     |
| 61                               | Нальчик — Москва                 | 62                               | -                                |
| 77                               | Ставрополь — Москва              | 78                               | Москва — Ставрополь              |
| 87                               | Адлер — Нижний Новгород          | 88                               | Нижний Новгород — Адлер          |
| 99                               | Кисловодск — Нижний Новгород     | 100                              | Нижний Новгород — Кисловодск     |
| 109                              | Анапа — Москва                   | 110                              | Москва — Анапа                   |
| 115                              | Адлер — Томск                    | 116                              | Томск — Адлер                    |
| 121                              | -                                | 122                              | Санкт-Петербург — Владикавказ    |
| 135                              | -                                | 136                              | Санкт-Петербург — Махачкала      |
| 139                              | Адлер — Барнаул                  | 140                              | Барнаул — Адлер                  |
| 149                              | Минеральные Воды — Минск         | 150                              | Минск — Минеральные Воды         |
| 301                              | Адлер — Минск                    | 302                              | Минск — Адлер                    |
| 309                              | Адлер — Воркута                  | 310                              | -                                |
| 311                              | Новороссийск — Воркута           | 312                              | -                                |
| 335                              | -                                | 336                              | Екатеринбург — Новороссийск      |
| 377                              | Новороссийск — Москва            | 378                              | Москва — Новороссийск            |
| 389                              | Анапа — Минск                    | 390                              | Минск — Анапа                    |

| Сезонное обращение поездов | Сезонное обращение поездов | Сезонное обращение поездов | Сезонное обращение поездов |
| № поезда                   | Маршрут движения           | № поезда                   | Маршрут движения           |
| -------------------------- | -------------------------- | -------------------------- | -------------------------- |
| 281                        | Адлер — Череповец          | 282                        | Череповец — Адлер          |
| 473                        | Анапа — Самара             | 474                        | Самара — Анапа             |
| 479                        | Сухум — Санкт-Петербург    | 480                        | -                          |
| 497                        | Адлер — Ижевск             | 498                        | Ижевск — Адлер             |
| 505                        | Новороссийск — Тамбов      | 506                        | Тамбов — Новороссийск      |
| 507                        | Новороссийск — Ижевск      | 508                        | Ижевск — Новороссийск      |
| 513                        | Анапа — Тамбов             | 514                        | Тамбов — Анапа             |
| 531                        | Адлер — Киров              | 532                        | Киров — Адлер              |

## Деятельность
На станции осуществляются:
- продажа пассажирских билетов;
- приём и выдача багажа;
- приём и выдача повагонных отправок грузов (имеются подъездные пути и открытые площадки).

До 2007 года на станции производился прием и выдача грузов в универсальных контейнерах (3 и 5 тонн).